# Liste des sites et monuments classés de la wilaya de Skikda
Cet article présente une liste des sites et monuments classés de la wilaya de Skikda, en Algérie.

## Biens culturels mobiliers protégés de Skikda
| Id    | Identification du bien                                                                                       | Datation | Commune | Coordonnées    | Catégorie du classement | Mesures et date de protection | Date de publication au Journal Officiel | Illustration    |                       |
| ----- | --- | -------- | ------- | -------------- | ----------------------- | --- | --------------------------------------- | --------------- | --------------------- |
| 21-1  | Adam Styka, Idylle marocaine, huile sur toile, 81 cm x 65 cm                                                 | Moderne  | Skikda  | à géolocaliser | Classé                  | Classé parmi les biens culturels mobiliers protégés en date du 10/11/2009                                                            | N° 77 du 30/12/2009                     | Image manquante | Télécharger une image |
| 21-2  | Albert Aublet, Gens de l'Aurès accroupis, huile sur toile, 69 cm x 162 cm                                    | Moderne  | Skikda  | à géolocaliser | Classé                  | Classé parmi les biens culturels mobiliers protégés en date du 10/11/2009                                                            | N° 77 du 30/12/2009                     | Image manquante | Télécharger une image |
| 21-3  | Anonyme, le Vieux Philippeville 1845 gouache sur carton 44 cm x 118 cm                                       | Moderne  | Skikda  | à géolocaliser | Classé                  | Classé parmi les biens culturels mobiliers protégés en date du 10/11/2009                                                            | N° 77 du 30/12/2009                     | Image manquante | Télécharger une image |
| 21-4  | Anonyme, Le Vieux Philippeville 1856 aquarelle sur carton 44 cm x 118 cm                                     | Moderne  | Skikda  | à géolocaliser | Classé                  | Classé parmi les biens culturels mobiliers protégés en date du 10/11/2009                                                            | N° 77 du 30/12/2009                     | Image manquante | Télécharger une image |
| 21-5  | Anonyme, Le Vieux Philippeville 1871 aquarelle sur carton, 44 cm x 118 cm                                    | Moderne  | Skikda  | à géolocaliser | Classé                  | Classé parmi les biens culturels mobiliers protégés en date du 10/11/2009                                                            | N° 77 du 30/12/2009                     | Image manquante | Télécharger une image |
| 21-6  | Anonyme, Le Vieux Philippeville 1900, aquarelle sur carton,_44 cm x 118 cm                                   | Moderne  | Skikda  | à géolocaliser | Classé                  | Classé parmi les biens culturels mobiliers protégés en date du 10/11/2009                                                            | N° 77 du 30/12/2009                     | Image manquante | Télécharger une image |
| 21-7  | Anonyme, Mise en tombeau du Christ, huile sur toile 60 cm x 81 cm                                            | Moderne  | Skikda  | à géolocaliser | Classé                  | Classé parmi les biens culturels mobiliers protégés en date du 10/11/2009                                                            | N° 77 du 30/12/2009                     | Image manquante | Télécharger une image |
| 21-8  | Anonyme, Paysage, huile sur toile, 120 cm x 178 cm                                                           | Moderne  | Skikda  | à géolocaliser | Classé                  | Classé parmi les biens culturels mobiliers protégés en date du 10/11/2009                                                            | N° 77 du 30/12/2009                     | Image manquante | Télécharger une image |
| 21-9  | Anonyme, Portrait de Léon Gambetta, huile sur toile 48 cm x 35 cm                                            | Moderne  | Skikda  | à géolocaliser | Classé                  | Classé parmi les biens culturels mobiliers protégés en date du 10/11/2009                                                            | N° 77 du 30/12/2009                     | Image manquante | Télécharger une image |
| 21-10 | Anonyme, Ville de Pancevo, huile surtoile, 46 cm x 97 cm                                                     | Moderne  | Skikda  | à géolocaliser | Classé                  | Classé parmi les biens culturels mobiliers protégés en date du 10/11/2009                                                            | N° 77 du 30/12/2009                     | Image manquante | Télécharger une image |
| 21-11 | Armand Leleu, Jeux d.échecs, huile surtoile, 74 cm x 62 cm                                                   | Moderne  | Skikda  | à géolocaliser | Classé                  | Classé parmi les biens culturels mobiliers protégés en date du 10/11/2009                                                            | N° 77 du 30/12/2009                     | Image manquante | Télécharger une image |
| 21-12 | Armand Point, Marché de légumes, huile sur toile, 68 cm x 46 cm                                              | Moderne  | Skikda  | à géolocaliser | Classé                  | Classé parmi les biens culturels mobiliers protégés en date du 10/11/2009                                                            | N° 77 du 30/12/2009                     | Image manquante | Télécharger une image |
| 21-13 | Arsène Chabanian, Bord de mer, pastel sur papier, 37 cm x 45 cm                                              | Moderne  | Skikda  | à géolocaliser | Classé                  | Classé parmi les biens culturels mobiliers protégés en date du 10/11/2009                                                            | N° 77 du 30/12/2009                     | Image manquante | Télécharger une image |
| 21-14 | Bernard Fren, Le vieux Philippeville-1842 - aquarelle sur carton 45 cm x 118 cm                              | Moderne  | Skikda  | à géolocaliser | Classé                  | Classé parmi les biens culturels mobiliers protégés en date du 10/11/2009                                                            | N° 77 du 30/12/2009                     | Image manquante | Télécharger une image |
| 21-15 | Bernard Fren, Le vieux Philippeville-1891 - aquarelle sur carton 43 cm x 118 cm                              | Moderne  | Skikda  | à géolocaliser | Classé                  | Classé parmi les biens culturels mobiliers protégés en date du 10/11/2009                                                            | N° 77 du 30/12/2009                     | Image manquante | Télécharger une image |
| 21-16 | Bernard Fren, Les bords du Saf saf, gouache sur carton, 45 cm x 118 cm                                       | Moderne  | Skikda  | à géolocaliser | Classé                  | Classé parmi les biens culturels mobiliers protégés en date du 10/11/2009                                                            | N° 77 du 30/12/2009                     | Image manquante | Télécharger une image |
| 21-17 | Charles Albert Gueldry la maison deBalzac, aquarelle, 81 cm x 61 cm                                          | Moderne  | Skikda  | à géolocaliser | Classé                  | Classé parmi les biens culturels mobiliers protégés en date du 10/11/2009                                                            | N° 77 du 30/12/2009                     | Image manquante | Télécharger une image |
| 21-18 | Charles Feola, l'Hôtel de ville, huilesur toile 48 cm x 38 cm                                                | Moderne  | Skikda  | à géolocaliser | Classé                  | Classé parmi les biens culturels mobiliers protégés en date du 10/11/2009                                                            | N° 77 du 30/12/2009                     | Image manquante | Télécharger une image |
| 21-19 | Charles Feola, Montmartre huile sur toile, 45 cm x 55 cm                                                     | Moderne  | Skikda  | à géolocaliser | Classé                  | Classé parmi les biens culturels mobiliers protégés en date du 10/11/2009                                                            | N° 77 du 30/12/2009                     | Image manquante | Télécharger une image |
| 21-20 | Charles Gautier, Paysage aquarelle, 41 cm x 61 cm                                                            | Moderne  | Skikda  | à géolocaliser | Classé                  | Classé parmi les biens culturels mobiliers protégés en date du 10/11/2009                                                            | N° 77 du 30/12/2009                     | Image manquante | Télécharger une image |
| 21-21 | Constantin Font, Femme nue, huile surtoile, 93 cm x 192 cm                                                   | Moderne  | Skikda  | à géolocaliser | Classé                  | Classé parmi les biens culturels mobiliers protégés en date du 10/11/2009                                                            | N° 77 du 30/12/2009                     | Image manquante | Télécharger une image |
| 21-22 | Constantin Font, Le minaret, huile surtoile, 46 cm x 55 cm                                                   | Moderne  | Skikda  | à géolocaliser | Classé                  | Classé parmi les biens culturels mobiliers protégés en date du 10/11/2009                                                            | N° 77 du 30/12/2009                     | Image manquante | Télécharger une image |
| 21-23 | Constantin Font, Place de Marquer, huile sur toile, 45 cm x 55 cm                                            | Moderne  | Skikda  | à géolocaliser | Classé                  | Classé parmi les biens culturels mobiliers protégés en date du 10/11/2009                                                            | N° 77 du 30/12/2009                     | Image manquante | Télécharger une image |
| 21-24 | D'après Eugène Delacroix Dante et.Virgile aux enfers Tapisserie, 252 cm x340 cm                              | Moderne  | Skikda  | à géolocaliser | Classé                  | Classé parmi les biens culturels mobiliers protégés en date du 10/11/2009                                                            | N° 77 du 30/12/2009                     | Image manquante | Télécharger une image |
| 21-25 | D'après Eugène Delacroix Femmes d'Alger dans leurs appartements, huile sur toile, 180 cm x 230 cm            | Moderne  | Skikda  | à géolocaliser | Classé                  | Classé parmi les biens culturels mobiliers protégés en date du 10/11/2009                                                            | N° 77 du 30/12/2009                     | Image manquante | Télécharger une image |
| 21-26 | D'après Eugène Delacroix Femmes d'Alger dans leurs appartements, Tapisserie, 250 cm x 300 cm                 | Moderne  | Skikda  | à géolocaliser | Classé                  | Classé parmi les biens culturels mobiliers protégés en date du 10/11/2009                                                            | N° 77 du 30/12/2009                     | Image manquante | Télécharger une image |
| 21-27 | D'après Lucien Coutaud Les troupes du Général Négrier sur les ruines deRusicade, Tapisserie, 260 cm x 422 cm | Moderne  | Skikda  | à géolocaliser | Classé                  | Classé parmi les biens culturels mobiliers protégés en date du 10/11/2009                                                            | N° 77 du 30/12/2009                     | Image manquante | Télécharger une image |
| 21-28 | E. Galien Laloué, Stora en 1856, gouache sur carton, 44 cm x 107 cm                                          | Moderne  | Skikda  | à géolocaliser | Classé                  | Classé parmi les biens culturels mobiliers protégés en date du 10/11/2009                                                            | N° 77 du 30/12/2009                     | Image manquante | Télécharger une image |
| 21-29 | Edmond Marie Petit Jeans Scène de village, huile sur toile, 38 cm x 55 cm                                    | Moderne  | Skikda  | à géolocaliser | Classé                  | Classé parmi les biens culturels mobiliers protégés en date du 10/11/2009                                                            | N° 77 du 30/12/2009                     | Image manquante | Télécharger une image |
| 21-30 | Edmond Marie Petit Jeans Scène de village, huile sur toile, 38 cm x 55 cm                                    | Moderne  | Skikda  | à géolocaliser | Classé                  | Classé parmi les biens culturels mobiliers protégés en date du 10/11/2009                                                            | N° 77 du 30/12/2009                     | Image manquante | Télécharger une image |
| 21-31 | Emile Claro, Scène Marché aquarelle sur papier, 38 cm x 46 cm                                                | Moderne  | Skikda  | à géolocaliser | Classé                  | Classé parmi les biens culturels mobiliers protégés en date du 10/11/2009                                                            | N° 77 du 30/12/2009                     | Image manquante | Télécharger une image |
| 21-32 | Emile Claro, Souk algérien aquarelle sur papier 45 cm x 54 cm                                                | Moderne  | Skikda  | à géolocaliser | Classé                  | Classé parmi les biens culturels mobiliers protégés en date du 10/11/2009                                                            | N° 77 du 30/12/2009                     | Image manquante | Télécharger une image |
| 21-33 | Emile Claro, Souk et Arcades, aquarelle sur papier, 33 cm x 34 cm                                            | Moderne  | Skikda  | à géolocaliser | Classé                  | Classé parmi les biens culturels mobiliers protégés en date du 10/11/2009                                                            | N° 77 du 30/12/2009                     | Image manquante | Télécharger une image |
| 21-34 | Etienne Bouchaud, Village africain, huile sur toile, 131 cm x 163 cm                                         | Moderne  | Skikda  | à géolocaliser | Classé                  | Classé parmi les biens culturels mobiliers protégés en date du 10/11/2009                                                            | N° 77 du 30/12/2009                     | Image manquante | Télécharger une image |
| 21-35 | Eugène Jules Delahogue, El Kantara, huile sur toile, 39 cm x 56 cm                                           | Moderne  | Skikda  | à géolocaliser | Classé                  | Classé parmi les biens culturels mobiliers protégés en date du 10/11/2009                                                            | N° 77 du 30/12/2009                     | Image manquante | Télécharger une image |
| 21-36 | Fernande Cormier, Les pins, huile sur toile, 61 cm x 73 cm                                                   | Moderne  | Skikda  | à géolocaliser | Classé                  | Classé parmi les biens culturels mobiliers protégés en date du 10/11/2009                                                            | N° 77 du 30/12/2009                     | Image manquante | Télécharger une image |
| 21-37 | Fournier Ricou, Le charmeur de serpents, huile sur toile, 72 cm x 118 cm                                     | Moderne  | Skikda  | à géolocaliser | Classé                  | Classé parmi les biens culturels mobiliers protégés en date du 10/11/2009                                                            | N° 77 du 30/12/2009                     | Image manquante | Télécharger une image |
| 21-39 | George Henri Carré, Marine huile sur toile, 73 cm x 92 cm                                                    | Moderne  | Skikda  | à géolocaliser | Classé                  | Classé parmi les biens culturels mobiliers protégés en date du 10/11/2009                                                            | N° 77 du 30/12/2009                     | Image manquante | Télécharger une image |
| 21-41 | Jacques Majorelle, La sieste, gouache sur papier, 85 cm x 105 cm                                             | Moderne  | Skikda  | à géolocaliser | Classé                  | Classé parmi les biens culturels mobiliers protégés en date du 10/11/2009                                                            | N° 77 du 30/12/2009                     | Image manquante | Télécharger une image |
| 21-42 | Jaubert, Paysage géographique d Algérie, panneau mural décoratif 322 cm x 450 cm                             | Moderne  | Skikda  | à géolocaliser | Classé                  | Classé parmi les biens culturels mobiliers protégés en date du 10/11/2009                                                            | N° 77 du 30/12/2009                     | Image manquante | Télécharger une image |
| 21-43 | Jean François Raffaëlli, Les bergers de la Seine », huile sur bois, 45 cm x 85 cm                            | Moderne  | Skikda  | à géolocaliser | Classé                  | Classé parmi les biens culturels mobiliers protégés en date du 10/11/2009                                                            | N° 77 du 30/12/2009                     | Image manquante | Télécharger une image |
| 21-44 | Jean Gabriel Domergue, Portrait de femme, huile sur toile, 65 cm x 54 cm                                     | Moderne  | Skikda  | à géolocaliser | Classé                  | Classé parmi les biens culturels mobiliers protégés en date du 10/11/2009                                                            | N° 77 du 30/12/2009                     | Image manquante | Télécharger une image |
| 21-45 | José Ortéga, Basilique romaine, huile sur toile, 19.5 cm x 37 cm                                             | Moderne  | Skikda  | à géolocaliser | Classé                  | Classé parmi les biens culturels mobiliers protégés en date du 10/11/2009                                                            | N° 77 du 30/12/2009                     | Image manquante | Télécharger une image |
| 21-46 | José Ortéga, Groupe de villas-route de Stora, huile sur toile, 19.5 cm x 37 cm                               | Moderne  | Skikda  | à géolocaliser | Classé                  | Classé parmi les biens culturels mobiliers protégés en date du 10/11/2009                                                            | N° 77 du 30/12/2009                     | Image manquante | Télécharger une image |
| 21-47 | José Ortéga, L'Arc de triomphe de Djemila, huile sur toile, 19.5 cm x 37 cm                                  | Moderne  | Skikda  | à géolocaliser | Classé                  | Classé parmi les biens culturels mobiliers protégés en date du 10/11/2009                                                            | N° 77 du 30/12/2009                     | Image manquante | Télécharger une image |
| 21-48 | José Ortéga, La route de Stora, huile sur toile, 19.5 cm x 37 cm                                             | Moderne  | Skikda  | à géolocaliser | Classé                  | Classé parmi les biens culturels mobiliers protégés en date du 10/11/2009                                                            | N° 77 du 30/12/2009                     | Image manquante | Télécharger une image |
| 21-49 | José Ortéga, La Villa route de la corniche, huile sur toile 19.5 cm x 37 cm                                  | Moderne  | Skikda  | à géolocaliser | Classé                  | Classé parmi les biens culturels mobiliers protégés en date du 10/11/2009                                                            | N° 77 du 30/12/2009                     | Image manquante | Télécharger une image |
| 21-50 | José Ortéga, Le lac sacré de Témacine, huile sur toile, 19.5 cm x 37 cm                                      | Moderne  | Skikda  | à géolocaliser | Classé                  | Classé parmi les biens culturels mobiliers protégés en date du 10/11/2009                                                            | N° 77 du 30/12/2009                     | Image manquante | Télécharger une image |
| 21-51 | José Ortéga, Le Phare de Stora, huile sur toile ,19.5 cm x 37 cm                                             | Moderne  | Skikda  | à géolocaliser | Classé                  | Classé parmi les biens culturels mobiliers protégés en date du 10/11/2009                                                            | N° 77 du 30/12/2009                     | Image manquante | Télécharger une image |
| 21-52 | José Ortéga, Les bords de Saf saf, huile sur toile, 19.5 cm x 37 cm                                          | Moderne  | Skikda  | à géolocaliser | Classé                  | Classé parmi les biens culturels mobiliers protégés en date du 10/11/2009                                                            | N° 77 du 30/12/2009                     | Image manquante | Télécharger une image |
| 21-53 | José Ortéga, Les Ruines de Timgad, huile sur toile 39.5 cm x 37 cm                                           | Moderne  | Skikda  | à géolocaliser | Classé                  | Classé parmi les biens culturels mobiliers protégés en date du 10/11/2009                                                            | N° 77 du 30/12/2009                     | Image manquante | Télécharger une image |
| 21-54 | José Ortéga, Les sept ponts huile sur toile,19.5 cm x 37 cm                                                  | Moderne  | Skikda  | à géolocaliser | Classé                  | Classé parmi les biens culturels mobiliers protégés en date du 10/11/2009                                                            | N° 77 du 30/12/2009                     | Image manquante | Télécharger une image |
| 21-55 | José Ortéga, Nouvelle gare huile sur toile, 19.5 cm x 37 cm                                                  | Moderne  | Skikda  | à géolocaliser | Classé                  | Classé parmi les biens culturels mobiliers protégés en date du 10/11/2009                                                            | N° 77 du 30/12/2009                     | Image manquante | Télécharger une image |
| 21-56 | José Ortéga, Rochers des pignes, huile sur toile 19.5 cm x 37 cm                                             | Moderne  | Skikda  | à géolocaliser | Classé                  | Classé parmi les biens culturels mobiliers protégés en date du 10/11/2009                                                            | N° 77 du 30/12/2009                     | Image manquante | Télécharger une image |
| 21-57 | José Ortéga, Tebergda du sud de Khenchla, huile sur toile, 19.5 cm x 37cm                                    | Moderne  | Skikda  | à géolocaliser | Classé                  | Classé parmi les biens culturels mobiliers protégés en date du 10/11/2009                                                            | N° 77 du 30/12/2009                     | Image manquante | Télécharger une image |
| 21-58 | José Ortéga, Vieille ville de Constantine, huile sur toile, 19.5 cm x 37 cm                                  | Moderne  | Skikda  | à géolocaliser | Classé                  | Classé parmi les biens culturels mobiliers protégés en date du 10/11/2009                                                            | N° 77 du 30/12/2009                     | Image manquante | Télécharger une image |
| 21-59 | Jules Chabassière, Mosquée de Sidi Okba, huile sur toile, 46.5 cm x 55 cm                                    | Moderne  | Skikda  | à géolocaliser | Classé                  | Classé parmi les biens culturels mobiliers protégés en date du 10/11/2009                                                            | N° 77 du 30/12/2009                     | Image manquante | Télécharger une image |
| 21-60 | Jules Chabassière, Théâtre romain, huile sur toile, 46 cm x 65 cm                                            | Moderne  | Skikda  | à géolocaliser | Classé                  | Classé parmi les biens culturels mobiliers protégés en date du 10/11/2009                                                            | N° 77 du 30/12/2009                     | Image manquante | Télécharger une image |
| 21-61 | Louis Randavel, Marine huile sur toile, 28 cm x 45 cm                                                        | Moderne  | Skikda  | à géolocaliser | Classé                  | Classé parmi les biens culturels mobiliers protégés en date du 10/11/2009                                                            | N° 77 du 30/12/2009                     | Image manquante | Télécharger une image |
| 21-62 | Louis Randavel, Plage des chèvres, Aquarelle sur papier, 50 cm x 65 cm                                       | Moderne  | Skikda  | à géolocaliser | Classé                  | Classé parmi les biens culturels mobiliers protégés en date du 10/11/2009                                                            | N° 77 du 30/12/2009                     | Image manquante | Télécharger une image |
| 21-63 | Marcelle Papillaud, Bouquet de fleurs, huile sur toile, 55 cm x 46 cm                                        | Moderne  | Skikda  | à géolocaliser | Classé                  | Classé parmi les biens culturels mobiliers protégés en date du 10/11/2010                                                            | N° 77 du 30/12/2010                     | Image manquante | Télécharger une image |
| 21-64 | Marie Villodier, Nature morte au citron, huile sur toile, 102 cm x 82 cm                                     | Moderne  | Skikda  | à géolocaliser | Classé                  | Classé parmi les biens culturels mobiliers protégés en date du 10/11/2011                                                            | N° 77 du 30/12/2011                     | Image manquante | Télécharger une image |
| 21-65 | Maurice Bouviolle, Béni Yezguen, huile sur toile, 60 cm x 81 cm                                              | Moderne  | Skikda  | à géolocaliser | Classé                  | Classé parmi les biens culturels mobiliers protégés en date du 10/11/2009                                                            | N° 77 du 30/12/2009                     | Image manquante | Télécharger une image |
| 21-66 | Maurice de Lambert, La maison à colonnes, lavis sur carton, 50 cm x 65 cm                                    | Moderne  | Skikda  | à géolocaliser | Classé                  | Classé parmi les biens culturels mobiliers protégés en date du 10/11/2009                                                            | N° 77 du 30/12/2009                     | Image manquante | Télécharger une image |
| 21-67 | Maurice Lévis, Bords de la Mayenne, huile sur toile, 63.5 cm x 92 cm                                         | Moderne  | Skikda  | à géolocaliser | Classé                  | Classé parmi les biens culturels mobiliers protégés en date du 10/11/2009                                                            | N° 77 du 30/12/2009                     | Image manquante | Télécharger une image |
| 21-68 | Maurice Lévis, Hautes vallées de la Sarthe, huile sur toile, 65 cm x 92 cm                                   | Moderne  | Skikda  | à géolocaliser | Classé                  | Classé parmi les biens culturels mobiliers protégés en date du 10/11/2009                                                            | N° 77 du 30/12/2009                     | Image manquante | Télécharger une image |
| 21-69 | Maurice Utrillo, Eglise de Saint-Bernard, huile sur toile, 36 cm x 41 cm                                     | Moderne  | Skikda  | à géolocaliser | Classé                  | Classé parmi les biens culturels mobiliers protégés en date du 10/11/2009                                                            | N° 77 du 30/12/2009                     | Image manquante | Télécharger une image |
| 21-70 | Maurice Utrillo, Fortifications de Paris.gouache sur papier, 81 cm x 100 cm                                  | Moderne  | Skikda  | à géolocaliser | Classé                  | Classé parmi les biens culturels mobiliers protégés en date du 10/11/2009                                                            | N° 77 du 30/12/2009                     | Image manquante | Télécharger une image |
| 21-71 | Maurice Utrillo, Le moulin de la galette, gouache sur papier, 38 cm x 51 cm                                  | Moderne  | Skikda  | à géolocaliser | Classé                  | Classé parmi les biens culturels mobiliers protégés en date du 10/11/2009                                                            | N° 77 du 30/12/2009                     | Image manquante | Télécharger une image |
| 21-72 | Maurice Utrillo, Place du Tertre sous la neige, huile sur toile, 92 cm x 94 cm                               | Moderne  | Skikda  | à géolocaliser | Classé                  | Classé parmi les biens culturels mobiliers protégés en date du 10/11/2009                                                            | N° 77 du 30/12/2009                     | Image manquante | Télécharger une image |
| 21-73 | Maurice Utrillo, Square Saint-Pierre, gouache sur papier, 33 cm x 50 cm                                      | Moderne  | Skikda  | à géolocaliser | Classé                  | Classé parmi les biens culturels mobiliers protégés en date du 10/11/2009                                                            | N° 77 du 30/12/2009                     | Image manquante | Télécharger une image |
| 21-74 | Maurice Utrillo, Usines des Gobelins, huile sur toile, 65 cm x 92 cm                                         | Moderne  | Skikda  | à géolocaliser | Classé                  | Classé parmi les biens culturels mobiliers protégés en date du 10/11/2009                                                            | N° 77 du 30/12/2009                     | Image manquante | Télécharger une image |
| 21-75 | Maxime Noiré, Baie El Kouba, huile surtoile, 34 cm x 75 cm                                                   | Moderne  | Skikda  | à géolocaliser | Classé                  | Classé parmi les biens culturels mobiliers protégés en date du 10/11/2009                                                            | N° 77 du 30/12/2009                     | Image manquante | Télécharger une image |
| 21-76 | Napoléon Scène de rue, huile sur toile, 47 cm x 38 cm                                                        | Moderne  | Skikda  | à géolocaliser | Classé                  | Classé parmi les biens culturels mobiliers protégés en date du 10/11/2009                                                            | N° 77 du 30/12/2009                     | Image manquante | Télécharger une image |
| 21-79 | Paul Rossi, Le port de Stora huile sur toile, 56 cm x 100 cm                                                 | Moderne  | Skikda  | à géolocaliser | Classé                  | Classé parmi les biens culturels mobiliers protégés en date du 10/11/2009                                                            | N° 77 du 30/12/2009                     | Image manquante | Télécharger une image |
| 21-80 | Pierre Faget Germain Plage Marquet, huile sur toile, 59 cm x 120 cm                                          | Moderne  | Skikda  | à géolocaliser | Classé                  | Classé parmi les biens culturels mobiliers protégés en date du 10/11/2009                                                            | N° 77 du 30/12/2009                     | Image manquante | Télécharger une image |
| 21-81 | Ramdane Abdelaziz, Face pauvres, huile sur bois, 89 cm x 130 cm                                              | Moderne  | Skikda  | à géolocaliser | Classé                  | Classé parmi les biens culturels mobiliers protégés en date du 10/11/2009                                                            | N° 77 du 30/12/2009                     | Image manquante | Télécharger une image |
| 21-82 | Ramdane Abdelaziz, La Mosquée de Sidi Ali Dib huile sur bois 100 cm x 71 cm                                  | Moderne  | Skikda  | à géolocaliser | Classé                  | Classé parmi les biens culturels mobiliers protégés en date du 10/11/2009                                                            | N° 77 du 30/12/2009                     | Image manquante | Télécharger une image |
| 21-83 | Ramdane Abdelaziz, Travail de Révolution huile sur bois 103 cm x 240 cm                                      | Moderne  | Skikda  | à géolocaliser | Classé                  | Classé parmi les biens culturels mobiliers protégés en date du 10/11/2009                                                            | N° 77 du 30/12/2009                     | Image manquante | Télécharger une image |
| 21-84 | Ramdane Abdelaziz, Vision sanglante du 20 août 1955, huile sur bois 90 cm x130 cm                            | Moderne  | Skikda  | à géolocaliser | Classé                  | Classé parmi les biens culturels mobiliers protégés en date du 10/11/2009                                                            | N° 77 du 30/12/2009                     | Image manquante | Télécharger une image |
| 21-85 | René Rostagny, Femme mauresque, gouache, 54 cm x 38 cm                                                       | Moderne  | Skikda  | à géolocaliser | Classé                  | Classé parmi les biens culturels mobiliers protégés en date du 10/11/2009                                                            | N° 77 du 30/12/2009                     | Image manquante | Télécharger une image |
| 21-90 | Toile représentant l'Ensevelissement du Christ attribué à Van Dyck                                           | Moderne  | Skikda  | à géolocaliser | Classé                  | Classé parmi les objets mobiliers classés en date du 20/12/1967, Conformément à l'article 62 de l'ordonnance N° 67-281 du 20/12/1967 | N°07 du 23/01/1968                      | Image manquante | Télécharger une image |
| 21-91 | Victor Pierre Huguet, Paysage du sud.Algérien huile sur toile, 35 cm x 70 cm                                 | Moderne  | Skikda  | à géolocaliser | Classé                  | Classé parmi les biens culturels mobiliers protégés en date du 10/11/2009                                                            | N° 77 du 30/12/2009                     | Image manquante | Télécharger une image |
| 21-92 | William Didier Pouget, Le matin bruyère en fleurs huile sur toile, 100 cm x 172 cm                           | Moderne  | Skikda  | à géolocaliser | Classé                  | Classé parmi les biens culturels mobiliers protégés en date du 10/11/2009                                                            | N° 77 du 30/12/2009                     | Image manquante | Télécharger une image |

## Skikda
| Id     | Identification du bien                                               | Datation        | Commune | Coordonnées    | Catégorie du classement                     | Mesures et date de protection | Date de publication au Journal Officiel | Illustration    |                       |
| ------ | -------------------------------------------------------------------- | --------------- | ------- | -------------- | ------------------------------------------- | --- | --------------------------------------- | --------------- | --------------------- |
| 21-38  | Gare ferroviaire de Skikda                                           | Contemporaine   | Skikda  | à géolocaliser | Classé                                      | Classé sur la liste des biens culturels par arrêté du 17/06/2017, après avis conforme de la commission nationale des biens culturels tenu le 18/10/2016.                           | N° 32 du 12/10/2017                     | Image manquante | Télécharger une image |
| 21-77  | Objets Antiques déposés au Musée de Skikda appartenant à l'État      | Antique         | Skikda  | à géolocaliser | Classé                                      | Classé parmi les objets mobiliers classés en date du 20/12/1967, Conformément à l'article 62 de l'ordonnance N° 67-281 du 20/12/1967                                               | N°07 du 23/01/1968                      | Image manquante | Télécharger une image |
| 21-78  | Palais Meriem Azza                                                   | Moderne         | Skikda  | à géolocaliser | Classé                                      | Inscrit sur l'inventaire général des biens culturels immobiliers par arrêté du 14/07/2007, après avis favorable de la commission nationale des biens culturels tenu le 12/10/2006. | N° 60 du 26/09/2007                     | Image manquante | Télécharger une image |
| 21-86  | Siége de l'assemblée populaire communale de Skikda ex-hotel communal | Contemporaine   | Skikda  | à géolocaliser | Classé                                      | Classé sur la liste des biens culturels par arrêté du 17/06/2017, après avis conforme de la commission nationale des biens culturels tenu le 18/10/2016.                           | N° 32 du 12/10/2017                     |                 | Télécharger une image |
| 21-87  | Siége de la poste centrale de Skikda                                 | Contemporaine   | Skikda  | à géolocaliser | Classé                                      | Classé sur la liste des biens culturels par arrêté du 17/06/2017, après avis conforme de la commission nationale des biens culturels tenu le 18/10/2016.                           | N° 32 du 12/10/2017                     | Image manquante | Télécharger une image |
| 21-88  | Théâtre régional de Skikda                                           | Contemporaine   | Skikda  | à géolocaliser | Classé                                      | Classé sur la liste des biens culturels par arrêté du 28/04/2016, après avis conforme de la commission nationale des biens culturels tenu le 15/09/2015.                           | N° 34 du 08/06/2016                     | Image manquante | Télécharger une image |
| 21-89  | Théâtre romain et fragments d'architecture qu'il renferme            | Antique         | Skikda  | à géolocaliser | Classé                                      | Classé parmi les Sites et monuments historiques en (L.1900), Conformément à l'article 62 de l'ordonnance N° 67-281 du 20/12/1967                                                   | N° 07 du 23/01/1968                     |                 | Télécharger une image |
| 21-94  | Aqueduc Romain                                                       | Antique         | Skikda  | à géolocaliser | Inscription sur l'inventaire supplémentaire | Inscrit sur l'inventaire supplémentaire Arrêté signé par le wali N° 526 du 08/04/2013                                                                                              | Arrêté non pub au journal officiel      | Image manquante | Télécharger une image |
| 21-98  | Cité l'Ancien Koubia                                                 | Contemporaine   | Skikda  | à géolocaliser | Inscription sur l'inventaire supplémentaire | Inscrit sur l'inventaire supplémentaire Arrêté signé par le wali N° 476 du 09/06/2011                                                                                              | Arrêté non pub au journal officiel      | Image manquante | Télécharger une image |
| 21-101 | Dolmens Oued Zhour                                                   | Protohistorique | Skikda  | à géolocaliser | Inscription sur l'inventaire supplémentaire | Inscrit sur l'inventaire supplémentaire Arrêté signé par le wali N° 531 du 08/04/2013                                                                                              | Arrêté non pub au journal officiel      | Image manquante | Télécharger une image |
| 21-103 | Ecole primaire Farrabi                                               | Contemporaine   | Skikda  | à géolocaliser | Inscription sur l'inventaire supplémentaire | Inscrit sur l'inventaire supplémentaire Arrêté signé par le wali N° 665 du 22/06/2011                                                                                              | Arrêté non pub au journal officiel      | Image manquante | Télécharger une image |
| 21-105 | Ensemble monumental Charle Menta Lane                                | Contemporaine   | Skikda  | à géolocaliser | Inscription sur l'inventaire supplémentaire | Inscrit sur l'inventaire supplémentaire Arrêté signé par le wali N° 540 du 08/04/2013                                                                                              | Arrêté non pub au journal officiel      | Image manquante | Télécharger une image |
| 21-106 | Grande Kouba Romaine à Stoura                                        | Antique         | Skikda  | à géolocaliser | Inscription sur l'inventaire supplémentaire | Inscrit sur l'inventaire supplémentaire Arrêté signé par le wali N° 664 du 22/06/2011                                                                                              | Arrêté non pub au journal officiel      | Image manquante | Télécharger une image |
| 21-107 | Musée communal                                                       | Antique         | Skikda  | à géolocaliser | Inscription sur l'inventaire supplémentaire | Inscrit sur l'inventaire supplémentaire Arrêté signé par le wali N° 530 du 08/04/2013                                                                                              | Arrêté non pub au journal officiel      | Image manquante | Télécharger une image |
| 21-108 | Remparts de la ville                                                 | Antique         | Skikda  | à géolocaliser | Inscription sur l'inventaire supplémentaire | Inscrit sur l'inventaire supplémentaire Arrêté signé par le wali N° 465/bis du 09/05/2011                                                                                          | Arrêté non pub au journal officiel      |                 | Télécharger une image |
| 21-109 | Réservoirs Romains à Stora                                           | Antique         | Skikda  | à géolocaliser | Inscription sur l'inventaire supplémentaire | Inscrit sur l'inventaire supplémentaire Arrêté signé par le wali N° 466 du 09/05/2011                                                                                              | Arrêté non pub au journal officiel      | Image manquante | Télécharger une image |
| 21-110 | Réservoirs Romains Bouyali                                           | Antique         | Skikda  | à géolocaliser | Inscription sur l'inventaire supplémentaire | Inscrit sur l'inventaire supplémentaire Arrêté signé par le wali N° 465 du 09/05/2011                                                                                              | Arrêté non pub au journal officiel      | Image manquante | Télécharger une image |
| 21-129 | Station de réservoir d'eau                                           | Antique         | Skikda  | à géolocaliser | Inscription sur l'inventaire supplémentaire | Inscrit sur l'inventaire supplémentaire Arrêté signé par le wali N° 532 du 08/04/2013                                                                                              | Arrêté non pub au journal officiel      | Image manquante | Télécharger une image |
| 21-130 | Tunnel de réservoir d'eau                                            | Antique         | Skikda  | à géolocaliser | Inscription sur l'inventaire supplémentaire | Inscrit sur l'inventaire supplémentaire Arrêté signé par le wali N° 533 du 08/04/2013                                                                                              | Arrêté non pub au journal officiel      | Image manquante | Télécharger une image |

## Autres communes
| Id     | Identification du bien             | Datation           | Commune         | Coordonnées    | Catégorie du classement                     | Mesures et date de protection | Date de publication au Journal Officiel | Illustration    |                       |
| ------ | ---------------------------------- | ------------------ | --------------- | -------------- | ------------------------------------------- | --- | --------------------------------------- | --------------- | --------------------- |
| 21-40  | Grande mosquée de Collo            | Médiévale          | Collo           | à géolocaliser | Classé                                      | Classé parmi les sites et monuments historiques par arrêté du 03/11/1999, après avis favorable de la commission nationale des monuments historiques émis lors de ses réunions du 18/04/1987, du 7/03/1988, du 17/06/1990, du 30/12/1991, du 19/01/1995, du 05/03/1996, du 13/05/1997, du 24/12/1997, du 24/12/1997, et du 26/07/1998. | N° 87 du 08/12/1999                     |                 | Télécharger une image |
| 21-93  | Ancienne Mosquée                   | Contemporaine      | Sidi Mezghiche  | à géolocaliser | Inscription sur l'inventaire supplémentaire | Inscrit sur l'inventaire supplémentaire Arrêté signé par le wali N° 527 du 08/04/2013 | Arrêté non pub au journal officiel      | Image manquante | Télécharger une image |
| 21-95  | Bastion Stiha                      | Contemporaine      | Emdjez Edchich  | à géolocaliser | Inscription sur l'inventaire supplémentaire | Inscrit sur l'inventaire supplémentaire Arrêté signé par le wali N° 673 du 22/06/2011 | Arrêté non pub au journal officiel      | Image manquante | Télécharger une image |
| 21-96  | Caserne Militaire                  | Contemporaine      | Sidi Mezghiche  | à géolocaliser | Inscription sur l'inventaire supplémentaire | Inscrit sur l'inventaire supplémentaire Arrêté signé par le wali N° 528 du 08/04/2013 | Arrêté non pub au journal officiel      | Image manquante | Télécharger une image |
| 21-97  | Centre de Torture Sidi Nacer       | Contemporaine      | Azzaba          | à géolocaliser | Inscription sur l'inventaire supplémentaire | Inscrit sur l'inventaire supplémentaire Arrêté signé par le wali N° 666 du 22/06/2011 | Arrêté non pub au journal officiel      | Image manquante | Télécharger une image |
| 21-99  | Dolmens                            | Protohistorique    | Kerkera         | à géolocaliser | Inscription sur l'inventaire supplémentaire | Inscrit sur l'inventaire supplémentaire Arrêté signé par le wali N° 671 du 22/06/2011 | Arrêté non pub au journal officiel      | Image manquante | Télécharger une image |
| 21-100 | Dolmens de la forêt Doumbou        | Protohistorique    | Collo           | à géolocaliser | Inscription sur l'inventaire supplémentaire | Inscrit sur l'inventaire supplémentaire Arrêté signé par le wali N° 467 du 09/05/2011 | Arrêté non pub au journal officiel      | Image manquante | Télécharger une image |
| 21-102 | Dolmens Tamalous                   | Protohistorique    | Tamalous        | à géolocaliser | Inscription sur l'inventaire supplémentaire | Inscrit sur l'inventaire supplémentaire Arrêté signé par le wali N° 535 du 08/04/2013 | Arrêté non pub au journal officiel      | Image manquante | Télécharger une image |
| 21-104 | Église Saint-Andres                | Contemporaine      | Collo           | à géolocaliser | Inscription sur l'inventaire supplémentaire | Inscrit sur l'inventaire supplémentaire Arrêté signé par le wali N° 534 du 08/04/2013 | Arrêté non pub au journal officiel      |                 | Télécharger une image |
| 21-111 | Site Ain Ghrab                     | Antique            | Ramdane Djamel  | à géolocaliser | Inscription sur l'inventaire supplémentaire | Inscrit sur l'inventaire supplémentaire Arrêté signé par le wali N° 461 du 09/05/2011 | Arrêté non pub au journal officiel      | Image manquante | Télécharger une image |
| 21-112 | Site Ain Oum Nahl                  | Antique            | Es Sebt         | à géolocaliser | Inscription sur l'inventaire supplémentaire | Inscrit sur l'inventaire supplémentaire Arrêté signé par le wali N° 463 du 09/05/2011 | Arrêté non pub au journal officiel      | Image manquante | Télécharger une image |
| 21-113 | Site Ain Oum Sdid                  | Antique            | Beni Oulbane    | à géolocaliser | Inscription sur l'inventaire supplémentaire | Inscrit sur l'inventaire supplémentaire Arrêté signé par le wali N° 468 du 09/06/2011 | Arrêté non pub au journal officiel      | Image manquante | Télécharger une image |
| 21-114 | Site Ain Slamet                    | Antique            | Ouled Hbaba     | à géolocaliser | Inscription sur l'inventaire supplémentaire | Inscrit sur l'inventaire supplémentaire Arrêté signé par le wali N° 537 du 08/04/2013 | Arrêté non pub au journal officiel      | Image manquante | Télécharger une image |
| 21-115 | Site Akhmakhem                     | Antique            | Ouled Hbaba     | à géolocaliser | Inscription sur l'inventaire supplémentaire | Inscrit sur l'inventaire supplémentaire Arrêté signé par le wali N° 538 du 08/04/2013 | Arrêté non pub au journal officiel      | Image manquante | Télécharger une image |
| 21-116 | Site Archéologique El Redjouhia    | Antique            | Salah Bouchaour | à géolocaliser | Inscription sur l'inventaire supplémentaire | Inscrit sur l'inventaire supplémentaire Arrêté signé par le wali N° 670 du 22/06/2011 | Arrêté non pub au journal officiel      | Image manquante | Télécharger une image |
| 21-117 | Site Archéologique Ferfour         | Antique            | Es Sebt         | à géolocaliser | Inscription sur l'inventaire supplémentaire | Inscrit sur l'inventaire supplémentaire Arrêté signé par le wali N° 668 du 22/06/2011 | Arrêté non pub au journal officiel      | Image manquante | Télécharger une image |
| 21-118 | Site Archéologique krara           | Antique            | Beni Oulbane    | à géolocaliser | Inscription sur l'inventaire supplémentaire | Inscrit sur l'inventaire supplémentaire Arrêté signé par le wali N° 669 du 22/06/2011 | Arrêté non pub au journal officiel      | Image manquante | Télécharger une image |
| 21-119 | Site Archéologique Laksar          | Période stratifiée | Ain Kechra      | à géolocaliser | Inscription sur l'inventaire supplémentaire | Inscrit sur l'inventaire supplémentaire Arrêté signé par le wali N° 672 du 22/06/2011 | Arrêté non pub au journal officiel      | Image manquante | Télécharger une image |
| 21-120 | Site archéologique Oued Tangi      | Antique            | Aïn Zouit       | à géolocaliser | Inscription sur l'inventaire supplémentaire | Inscrit sur l'inventaire supplémentaire Arrêté signé par le wali N° 529 du 08/04/2013 | Arrêté non pub au journal officiel      | Image manquante | Télécharger une image |
| 21-121 | Site archéologique Rejaal El Kalâa | Antique            | Aïn Zouit       | à géolocaliser | Inscription sur l'inventaire supplémentaire | Inscrit sur l'inventaire supplémentaire Arrêté signé par le wali N° 525 du 08/04/2013 | Arrêté non pub au journal officiel      | Image manquante | Télécharger une image |
| 21-122 | Site d'Ouled Jamae                 | Antique            | Oum Toub        | à géolocaliser | Inscription sur l'inventaire supplémentaire | Inscrit sur l'inventaire supplémentaire Arrêté signé par le wali N° 470 du 09/06/2011 | Arrêté non pub au journal officiel      | Image manquante | Télécharger une image |
| 21-123 | Site El Hama                       | Antique            | Ben Azzouz      | à géolocaliser | Inscription sur l'inventaire supplémentaire | Inscrit sur l'inventaire supplémentaire Arrêté signé par le wali N° 667 du 22/06/2011 | Arrêté non pub au journal officiel      | Image manquante | Télécharger une image |
| 21-124 | Site El Kharba                     | Antique            | Zardazas        | à géolocaliser | Inscription sur l'inventaire supplémentaire | Inscrit sur l'inventaire supplémentaire Arrêté signé par le wali N° 471 du 09/05/2011 | Arrêté non pub au journal officiel      | Image manquante | Télécharger une image |
| 21-125 | Site Kalaa El Kalâa d'Ouled Hbaba  | Antique            | Ouled Hbaba     | à géolocaliser | Inscription sur l'inventaire supplémentaire | Inscrit sur l'inventaire supplémentaire Arrêté signé par le wali N° 1348 du 14/11/2010 | Arrêté non pub au journal officiel      | Image manquante | Télécharger une image |
| 21-126 | Site Karmat Ahmad                  | Antique            | Oum Toub        | à géolocaliser | Inscription sur l'inventaire supplémentaire | Inscrit sur l'inventaire supplémentaire Arrêté signé par le wali N° 469 du 09/05/2011 | Arrêté non pub au journal officiel      | Image manquante | Télécharger une image |
| 21-127 | Site Lamssed                       | Préhistorique      | Es Sebt         | à géolocaliser | Inscription sur l'inventaire supplémentaire | Inscrit sur l'inventaire supplémentaire Arrêté signé par le wali N° 462 du 09/05/2011 | Arrêté non pub au journal officiel      | Image manquante | Télécharger une image |
| 21-128 | Site Lamssejed (Partianis) Karbaz  | Antique            | Filfila         | à géolocaliser | Inscription sur l'inventaire supplémentaire | Inscrit sur l'inventaire supplémentaire Arrêté signé par le wali N° 1347 du 14/11/2010 | Arrêté non pub au journal officiel      | Image manquante | Télécharger une image |
| 21-131 | Zaouia Sidi Ali Ben Zouit          | Moderne            | Kerkera         | à géolocaliser | Inscription sur l'inventaire supplémentaire | Inscrit sur l'inventaire supplémentaire Arrêté signé par le wali N° 536 du 08/04/2013 | Arrêté non pub au journal officiel      | Image manquante | Télécharger une image |